# پینتوپس (کارولینای شمالی)
پینتوپس (به انگلیسی: Pinetops) شهری در ایالت کارولینای شمالی کشور ایالات متحده آمریکا است که جمعیت آن در سرشماری سال ۲۰۱۰ میلادی، ۱٬۳۷۴ نفر بوده‌است.